# 카타고
카타고(KataGo)는 최고 수준의 인간 플레이어를 물리칠 수 있는 자유-오픈 소스 컴퓨터 바둑 프로그램이다. 2019년 2월 27일에 처음 출시되었으며 데이비드 우(David Wu)가 개발했다.
딥마인드의 알파고 제로에서 사용되는 기술을 기반으로 카타고는 위치 평가 및 정책 지침을 제공하는 합성곱 신경망으로 몬테카를로 트리 탐색을 구현한다. 알파고에 비해 카타고는 더 빠르게 학습하고 더 강력하게 플레이할 수 있도록 많은 개선 사항을 도입했다. 다른 많은 바둑 프로그램에는 없는 카타고의 주목할만한 기능에는 점수 추정이 포함된다. 작은 보드, 임의의 코미 값 및 핸디캡 지원, 그리고 다양한 바둑 규칙 세트를 사용하고 둘 사이의 작은 차이에 대해 플레이와 평가를 조정하는 능력이 있다.
카타고의 첫 번째 릴리스는 데이비드 우가 고용주인 제인 스트리트 캐피털(Jane Street Capital)에서 제공한 리소스를 사용하여 교육했지만 이제는 분산된 노력으로 교육된다. 컴퓨터 바둑 커뮤니티의 구성원은 셀프 플레이 게임과 게임 평가를 생성하는 클라이언트를 실행하여 컴퓨팅 리소스를 제공하고 이를 서버에 제출한다. 셀프 플레이 게임은 새로운 네트워크를 훈련하는 데 사용되며 등급 게임은 네트워크의 상대적 강점을 평가하는 데 사용된다.
카타고는 다양한 확장 기능을 갖춘 고 텍스트 프로토콜(Go Text Protocol)을 지원하므로 리지(Lizzie)와 같은 인기 있는 GUI와 호환된다. 대안으로 카트레인(KaTrain) GUI 등에서 사용되는 사용자 정의 "분석 엔진" 프로토콜도 구현한다. 카타고는 한국 대표팀을 비롯한 인간 바둑 실력이 뛰어난 선수들이 훈련 목적으로 널리 사용하고 있다. 카타고는 온라인 바둑 웹사이트 AI 센세이와 OGS(온라인 고 서버, Online Go Server)의 기본 분석 엔진으로도 사용된다.
2022년 카타고는 AI 시스템의 "놀라운 실패 모드"를 입증하기 위해 설계된 적대적 공격 연구의 대상으로 사용되었다. 연구원들은 카타고를 속여 게임을 조기에 종료하도록 할 수 있었다.
데이비드 우는 또한 2015년 Arimaa AI 챌린지에서 세 명의 최고의 인간 플레이어를 물리치고 우승한 bot_Sharp라는 Arimaa 플레이 프로그램의 개발자이기도 하다.